# Акшатау (Уїльський район)
Акшата́у (каз. Ақшатау) — село у складі Уїльського району Актюбінської області Казахстану. Входить до складу Уїльського сільського округу.
Населення — 381 особа (2021; 512 у 2009, 863 у 1999, 607 у 1989).